# Copa CECAFA 2002
La Copa CECAFA del 2002 fue la edición número 26 del campeonato de la región del África del Este.
Todos los partidos se jugaron en Mwanza y Arusha del 30 de noviembre hasta el 14 de diciembre.

## Información
- Sudán pudo participar en el torneo, ya que su suspensión indefinida quedó sin efecto.
- Yibuti y  Eritrea anunciaron que no iban a participar en el torneo, sin embargo, este último cambió de opinión y se inscribió a último momento, causando que  Somalia, que había sido agrupado en el Grupo A, pasase al Grupo B.

## Grupo A
| Equipo   | Pts | Pld | W | D | L | GF | GA | GD |
| -------- | --- | --- | - | - | - | -- | -- | -- |
| Tanzania | 8   | 4   | 2 | 2 | 0 | 5  | 2  | +3 |
| Kenia    | 7   | 4   | 2 | 1 | 1 | 6  | 3  | +3 |
| Eritrea  | 5   | 4   | 1 | 2 | 1 | 5  | 7  | -2 |
| Sudán    | 4   | 4   | 1 | 1 | 2 | 4  | 5  | -1 |
| Burundi  | 2   | 4   | 0 | 2 | 2 | 3  | 6  | -3 |

| 30 de noviembre de 2002, 14:00 | Tanzania        | 1:0 (1:0) | Kenia | Estadio Kirumba, Mwanza |  |
|                                | Henry Morris 9' |           |       |                         |  |

| 1 de diciembre de 2002, 15:00 | Burundi         | 1:1 (0:0) | Eritrea            | Estadio Kirumba, Mwanza |  |
|                               | Makudi Juma 83' |           | Jonas Feseyahe 87' |                         |  |

| 2 de diciembre de 2002, 13:00 | Tanzania             | 1:1 (0:0) | Sudán           | Estadio Kirumba, Mwanza       |                               |
|                               | Salvatore Edward 80' |           | Motaz Kabir 82' | Asistencia: 5600 espectadores | Asistencia: 5600 espectadores |

| 3 de diciembre de 2002, 14:00 | Kenia             | 1:1 (1:0) | Burundi                      | Estadio Kirumba, Mwanza |  |
|                               | Dennis Oliech 45' |           | Abdallah Imantona 75' (pen.) |                         |  |

| 4 de diciembre de 2002, 14:00 | Eritrea                | 2:1 (2:0) | Sudán           | Estadio Kirumba, Mwanza |  |
|                               | Jonas Feseyahe 23' 45' |           | Faisal Agab 85' |                         |  |

| 5 de diciembre de 2002, 15:00 | Burundi | 0:2 (0:2) | Tanzania                | Estadio Kirumba, Mwanza |  |
|                               |         |           | Athumani Machupa 4' 35' |                         |  |

| 6 de diciembre de 2002, 14:00 | Kenia                                         | 4:1 (0:0) | Eritrea             | Estadio Kirumba, Mwanza |  |
|                               | John Baraza 59' 90+1' · Dennis Oliech 69' 82' |           | Berhane Aregaye 77' |                         |  |

| 7 de diciembre de 2002, 14:00 | Sudán                                  | 2:1 (1:1) | Burundi             | Estadio Kirumba, Mwanza |  |
|                               | Mahmoud Gomal 38' · Khalid Mohamed 75' |           | Selemani Msabah 22' |                         |  |

| 8 de diciembre de 2002, 12:00 | Eritrea            | 1:1 (1:1) | Tanzania              | Estadio Kirumba, Mwanza |  |
|                               | Elias Dedesaye 45' |           | Ulimboka Mwakigwe 24' |                         |  |

| 9 de diciembre de 2002, 14:00 | Sudán | 0:1 (0:0) | Kenia             | Estadio Kirumba, Mwanza       |                               |
|                               |       |           | Dennis Oliech 75' | Asistencia: 5000 espectadores | Asistencia: 5000 espectadores |

## Grupo B
| Equipo   | Pts | Pld | W | D | L | GF | GA | GD |
| -------- | --- | --- | - | - | - | -- | -- | -- |
| Uganda   | 12  | 4   | 4 | 0 | 0 | 9  | 1  | +8 |
| Ruanda   | 9   | 4   | 3 | 0 | 1 | 4  | 2  | +2 |
| Somalia  | 4   | 4   | 1 | 1 | 2 | 1  | 3  | -2 |
| Zanzíbar | 2   | 4   | 0 | 2 | 2 | 0  | 3  | -3 |
| Etiopía  | 1   | 4   | 0 | 1 | 3 | 0  | 5  | -5 |

| 30 de noviembre de 2002, 16:00 | Ruanda           | 1:0 (1:0) | Zanzíbar | Estadio Sheikh Amri Abeid, Arusha |  |
|                                | Jimmy Gatete 12' |           |          |                                   |  |

| 1 de diciembre de 2002, 12:00 | Somalia | 0:2 (0:0) | Uganda                                       | Estadio Sheikh Amri Abeid, Arusha |                               |
|                               |         |           | Geoffrey Serenkuma 48' · Abubakar Tabula 53' | Asistencia: 5000 espectadores     | Asistencia: 5000 espectadores |

| 2 de diciembre de 2002, 13:00 | Etiopía | 0:0 | Zanzíbar | Estadio Sheikh Amri Abeid, Arusha |  |

| 3 de diciembre de 2002, 13:00 | Somalia | 0:1 (0:0) | Ruanda               | Estadio Sheikh Amri Abeid, Arusha |                               |
|                               |         |           | Olivier Karekezi 53' | Asistencia: 3500 espectadores     | Asistencia: 3500 espectadores |

| 4 de diciembre de 2002, 15:00 | Uganda                                                               | 3:0 (1:0) | Etiopía | Estadio Sheikh Amri Abeid, Arusha |                               |
|                               | Anteneh Alamrew 17' (ag) · Hood Kaweesa 49' · Geoffrey Serenkuma 51' |           |         | Asistencia: 2800 espectadores     | Asistencia: 2800 espectadores |

| 5 de diciembre de 2002, 14:00 | Zanzíbar | 0:0 | Somalia | Estadio Sheikh Amri Abeid, Arusha |  |
|                               |          |     |         | Asistencia: 1000 espectadores     |  |

| 6 de diciembre de 2002, 15:00 | Uganda                                   | 2:1 (2:1) | Ruanda                 | Estadio Sheikh Amri Abeid, Arusha |                               |
|                               | Yusuf Kinene 4' · Geoffrey Serenkuma 43' |           | Néstor Kizito 30' (ag) | Asistencia: 8000 espectadores     | Asistencia: 8000 espectadores |

| 7 de diciembre de 2002, 12:00 | Etiopía | 0:1 (0:0) | Somalia               | Estadio Sheikh Amri Abeid, Arusha |                               |
|                               |         |           | Mohamed Abdi Hadj 81' | Asistencia: 2700 espectadores     | Asistencia: 2700 espectadores |

| 8 de diciembre de 2002, 14:00 | Zanzíbar | 0:2 (0:1) | Uganda                                 | Estadio Sheikh Amri Abeid, Arusha |                               |
|                               |          |           | Simon Masaba 29' · Abubakar Tabula 89' | Asistencia: 2200 espectadores     | Asistencia: 2200 espectadores |

| 9 de diciembre de 2002, 14:00 | Ruanda              | 1:0 (0:0) | Etiopía | Estadio Sheikh Amri Abeid, Arusha |                               |
|                               | Paul Nsegiyumva 85' |           |         | Asistencia: 2500 espectadores     | Asistencia: 2500 espectadores |

## Semifinales
| 11 de diciembre de 2002, 14:00 | Tanzania                                                      | 3:0 (1:0) | Ruanda | Estadio Kirumba, Mwanza        |                                |
|                                | Abdul Mtiro 45' · Salvatore Edward 69' · Athumani Machupa 83' |           |        | Asistencia: 15000 espectadores | Asistencia: 15000 espectadores |

| 12 de diciembre de 2002, 16:00 | Uganda            | 1:3 (1:1) | Kenia                                                    | Estadio Kirumba, Mwanza        |                                |
|                                | Phillip Obwin 32' |           | Anthony Mathenge 17' · Paul Oyuga 52' · Robert Mambo 66' | Asistencia: 12000 espectadores | Asistencia: 12000 espectadores |

## Tercer lugar
| 14 de diciembre de 2002, 15:00 | Uganda            | 1:2 (1:2) | Ruanda                                 | Estadio Kirumba, Mwanza        |                                |
|                                | Isaac Mulyanga 6' |           | Abdul Sibomana 23' · Aziz Baliwuza 42' | Asistencia: 17000 espectadores | Asistencia: 17000 espectadores |

## Final
| 14 de diciembre de 2002, 17:00 | Tanzania                                       | 2:3 (1:1) | Kenia                                                | Estadio Kirumba, Mwanza        |                                |
|                                | Emmanuel Gabriel 28' · Micky Maxime 59' (pen.) |           | Paul Oyuga 31' · John Baraza 70' · Dennis Oliech 72' | Asistencia: 17500 espectadores | Asistencia: 17500 espectadores |

| Kenia         |
| Campeón Kenia |
| Quinto título |

## Goleadores
| Jugador            | Selección | Goles |
| ------------------ | --------- | ----- |
| Dennis Oliech      | Kenia     | 5     |
| Jonas Feseyahe     | Eritrea   | 3     |
| Geoffrey Serenkuma | Uganda    | 3     |
| Athumani Machupa   | Tanzania  | 3     |
| John Baraza        | Kenia     | 3     |
| Abubakar Tabula    | Uganda    | 2     |
| Salvatore Edward   | Tanzania  | 2     |
| Paul Oyuga         | Kenia     | 2     |
| Henry Morris       | Tanzania  | 1     |
| Jimmy Gatete       | Ruanda    | 1     |
| Makudi Juma        | Burundi   | 1     |
| Motaz Kabir        | Sudán     | 1     |
| Olivier Karekezi   | Ruanda    | 1     |
| Abdallah Imantona  | Burundi   | 1     |
| Hood Kaweesa       | Uganda    | 1     |
| Faisal Agab        | Sudán     | 1     |
| Yusuf Kinene       | Uganda    | 1     |
| Berhane Aregaye    | Eritrea   | 1     |
| Selemani Msabah    | Burundi   | 1     |
| Mahmoud Gomal      | Sudán     | 1     |
| Khalid Mohamed     | Sudán     | 1     |
| Mohamed Abdi Hadj  | Somalia   | 1     |
| Ulimboka Mwakigwe  | Tanzania  | 1     |
| Simon Masaba       | Uganda    | 1     |
| Elias Dedesaye     | Eritrea   | 1     |
| Paul Nsegiyumva    | Ruanda    | 1     |
| Abdul Mtiro        | Tanzania  | 1     |
| Anthony Mathenge   | Kenia     | 1     |
| Phillip Obwin      | Uganda    | 1     |
| Robert Mambo       | Kenia     | 1     |
| Isaac Mulyanga     | Uganda    | 1     |
| Abdul Sibomana     | Ruanda    | 1     |
| Aziz Baliwuza      | Ruanda    | 1     |
| Emmanuel Gabriel   | Tanzania  | 1     |
| Micky Maxime       | Tanzania  | 1     |